# Maladera stridula
Maladera stridula är en skalbaggsart som beskrevs av Brenske 1897. Maladera stridula ingår i släktet Maladera och familjen Melolonthidae. Inga underarter finns listade i Catalogue of Life.